# Дезінфекційні засоби

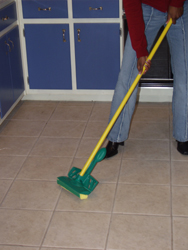

Дезінфекці́йні за́соби (дезінфектанти) — хімічні речовини, біологічні чинники та засоби медичного призначення, що застосовуються для проведення дезінфекційних заходів, куди включають антисептику.

## Методи дезінфекції і види дезінфекційних засобів
При проведенні дезінфекції використовують три основні методи: фізичний, хімічний та комбінований, за якого фізичні і хімічні методи знезаражування застосуються одночасно (наприклад, прання білизни в гарячій воді з милом).
- Фізичні методи дезінфекції проводять за допомогою механічних, термічних та променевих засобів.
  - Механічні засоби забезпечують видалення, але не знищення мікроорганізмів. Це чищення, протирання, миття, прання, витрушування, підмітання, провітрювання. При використовуванні пилотягів видаляється до 98 % мікроорганізмів. Вентиляція ефективна досить, коли її тривалість не менша, ніж 30–60 хв.
  - Термічні засоби ґрунтуються на застосуванні високих та низьких температур, а саме: гаряче повітря, водяна пара, кип'ятіння, пастеризація, спалювання, пропалювання, заморожування, висушування. Прасування білизни є дезінфікуючим засобом, але він діє здебільшого поверхнево. Замороження не спричинює загибелі мікроорганізмів, а приводить із часом до зменшення їх кількості. Висушування тривалий час приводить до загибелі великої кількості мікробів.
  - Променеві засоби знезаражування — це застосування сонячного світла, ультрафіолетових променів, радіоактивного випромінювання.

- Прямі сонячні промені згубно діють на багатьох збудників інфекційних захворювань. Проте цей метод залежить від пори року, погоди і він використовується, як допоміжний.
- Ультрафіолетове опромінювання використовують для знезараження повітря в операційних, процедурних тощо. Для цього використовують бактерицидні лампи.
- Радіоактивне випромінювання згубно діє на всі види мікроорганізмів та їх спори. Найчастіше іонізуючим випромінюванням у заводських умовах стерилізують інструмент для одноразового використання. В деяких випадках для дезінфекції використовують ультразвук.

- Хімічні методи дезінфекції широко застосовують на практиці. В основі їх лежить використання різних хімічних речовин, які вбивають мікроорганізми. Хімічні речовини чинять різну дію на мікроорганізми:
  - бактерицидну — здатність вбивати бактерії;
  - бактеріостатичну — пригнічують їх життєдіяльність;
  - віруліцидну — здатність вбивати віруси;
  - фунгіцидну — здатність вбивати грибки;

Серед хімічних дезінфекційних засобів розрізняють засоби м'якої дезінфекції, що використовують для антисептичної обробки шкіри рук, одягу, білизни і засоби сильної дезінфекції, які використовують для знезараження дуже забруднених матеріалів (випорожнень, взуття, туалетів тощо).
До хімічних дезінфікуючих засобів належать:
- хлор і його сполуки (р-ни хлорного вапна, хлорамін….)
- галогени (спиртйод, йодонат, розчин Люголя….)
- окисники (перекис водню, перманганат калію….)

феноли (фенол, лізол)
- спирти (етиловий, метиловий)
- альдегіди(формалін, формальдегід)
- кислоти, луги, барвники, солі важких металів та інші.

## Особливості застосування в Україні
Дезінфекційні засоби в Україні підлягають гігієнічній регламентації та державній реєстрації в порядку, встановленому законодавством. Виробництво, зберігання, транспортування, застосування та реалізація дезінфекційних засобів здійснюються з дотриманням вимог відповідних нормативно-правових актів. Застосування дезінфекційних засобів, не зареєстрованих у встановленому порядку в Україні, а також тих, у процесі виготовлення, транспортування чи зберігання яких було порушено вимоги технологічних регламентів та інших нормативно-правових актів, забороняється. Теоретичну і методологічну основу для створення високоефективних в цільовому відношенні і безпечних для людей і довкілля дезінфекційних засобів та розробки оптимальних технологій їх застосування забезпечує наука дезінфектологія.